# Charity Rating
Charity Rating, givarens intresseorganisation, är en ideell svensk organisation som utvärderar, och informerar om, ideell verksamhet.
Verksamheten tillhandahåller en kostnadsfri webbguide som syftar till att underlätta för privatpersoner, företag och stiftelser att identifiera och jämföra ideella verksamheter att stödja. Målsättningen är att tillhandahålla privatpersoner, företag, stiftelser och offentliga verksamheter med relevant information som hjälper dem att forma hållbara samarbeten med effektiva organisationer inom den ideella sektorn. Genom fokus på effektivitet skapas dessutom förutsättningar för en professionalisering av ideella organisationer, vilket i förlängningen leder till en större samhällseffekt.
För att ge individuellt stöd till att skapa och upprätthålla samarbeten med ideella organisationer tillhandahåller Charity Rating en rådgivningstjänst. Tjänsten som riktar sig till privatpersoner, företag, stiftelser och offentliga verksamheter, innehåller allt från förstudier, workshops till fullständiga analyser, ackrediteringssystem och löpande utvärdering/administration av samarbeten och bidragstagare.

## Analys av miljösektorn 2007
2007 släpptes en rapport med analys av ideellt arbete inom sektorn miljö.
| ”                                                                   | I årets analys rekommenderar Charity Rating tre särskilt väl fungerande organisationer. Dessa organisationer är Hållbar Utveckling Skåne inom området Hållbar samhällsutveckling, Gröna Bilister inom området Utsläpp och avfall samt Nordens Ark inom området Naturresurser, ekosystem och biologisk mångfald. | „ |
| – Ur sammanfattningen till "Sektoranalys 2007 - Med miljön i fokus" | |   |

Greenpeace Nordic, Naturskyddsföreningen och Världsnaturfonden beslutade gemensamt att inte medverka. Dessa menade att man istället prioriterade arbetet med kvalitetskoden som Frivilligorganisationernas Insamlingsråd arbetat fram. Charity Rating skrev i rapporten:
| ”                                                                   | Vi ser denna process som ett mycket gott initiativ för att öka möjligheten för den breda allmänheten att få kunskap om den ideella sektorn arbete. Koden leder också till ökad transparens, vilket är mycket positivt. Charity Rating vill dock understryka att FRII:s kod, endast är en kod för hur ideella organisationer bör redovisa, och inte är att likställa med en organisationsanalys. | „ |
| – Ur sammanfattningen till "Sektoranalys 2007 - Med miljön i fokus" | |   |

Tidsåtgången för den enskilda organisationen att deltaga i undersökningen uppskattades av Charity Rating till ca 10-15 arbetstimmar.

## Informationsanalys 2008
2008 analyserades hur väl 90 ideella organisationer lyckas informera sina givare via sina respektive hemsidor med utgångspunkt från Frivilligorganisationernas Insamlingsråds redovisningskod.
| ”                                                                                  | Slutsatsen som dras i rapporten är att de ideella organisationerna har relativt bra information tillgänglig på sina hemsidor med ett medelvärde på 71 av 100. Svagheten är brister i att beskriva tidsramar, ekonomi, ledningssystem samt delvis projekt- och verksamhetsbeskrivningar. [...] Charity Rating menar att den viktigaste insikten som kommit av rapporten är att den information som saknas på hemsidorna är just sådan information som efterfrågas av allmänheten. [...] Genom att erbjuda den typ av information som efterfrågas i studien skulle därmed ideell sektor kunna få mer stöd och engagemang från allmänheten. | „ |
| – Ur rapporten "Informationsanalys 2008 - Hittar givare den information de söker?" | |   |

De sex organisationer som fick högst betyg var Afrikagrupperna, Barnfonden, Cancerfonden, Blomsterfonden, Svenska Amnesty och Svenska Afghanistankommittén.